# گریگوری کربس
گریگوری کربس (انگلیسی: Grégory Christ؛ زادهٔ ۴ اکتبر ۱۹۸۲) بازیکن فوتبال اهل فرانسه است.
از باشگاه‌هایی که در آن بازی کرده‌است می‌توان به باشگاه فوتبال دویسبورگ، باشگاه فوتبال رویال شارلوا، باشگاه فوتبال اویپشت، و باشگاه فوتبال سنت ترویدنس اشاره کرد.